# Eritrea Institute of Technology
Das Eritrea Institute of Technology ist ein technologisches Institut in Eritrea nahe Himbirti 12 km südwestlich der Hauptstadt Asmara. Das Institut beinhaltet 3 Fakultäten.

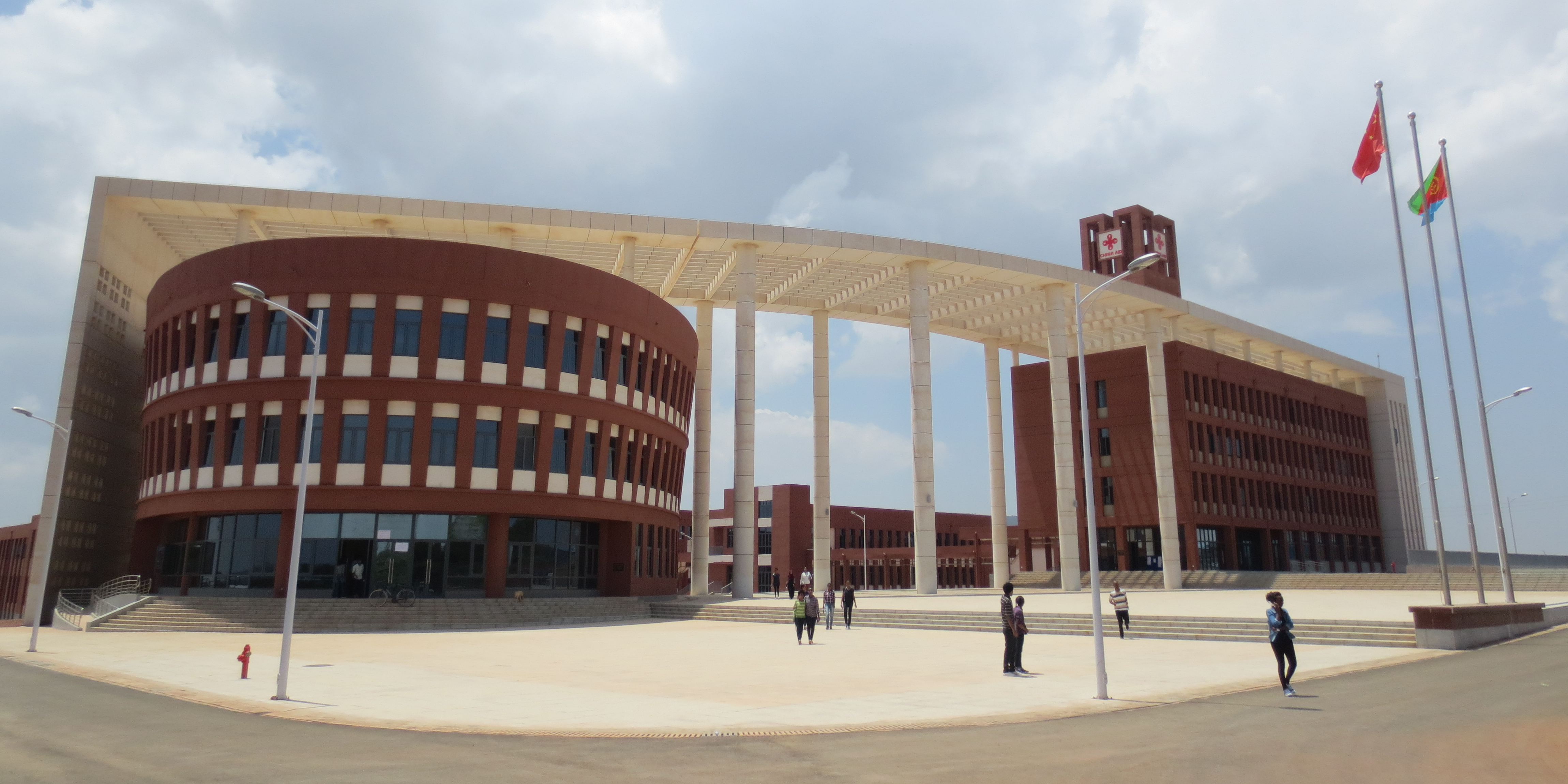
Hauptgebäude

## Geschichte
Das Institut wurde 2003 gegründet und nahm 2004 die ersten Studenten auf. Das EIT entstand nach einer Reorganisierung der Universität Asmara als Teil eines Versuchs, höhere Bildung auch außerhalb der Hauptstadt Asmara zu gewährleisten.
Im August 2017 wurde das neue Science Building eingeweiht. Bauherr war die China Civil Engineering Construction Corporation (CCECC). Der Bau, der im Dezember 2014 begann, kostete 25 Millionen US-Dollar.